# Bouquet final
Bouquet final es una película francesa de comedia de 2008, dirigida por Michel Delgado, que a su vez la escribió junto a Sylvie Pialat, musicalizada por Frédéric Porte, en la fotografía estuvo Pascal Gennesseaux y los protagonistas son Didier Bourdon, Marc-André Grondin y Bérénice Bejo, entre otros. El filme fue realizado por Gaumont y Les Films du Worso; se estrenó el 5 de noviembre de 2008.

## Sinopsis
Gabriel quiere ser compositor de música para cine, pero el éxito no llega y sus clases particulares de música no le alcanzan para vivir. Entonces, cuando un excompañero de estudios le cuenta sobre un trabajo disponible en París, como director comercial de una empresa estadounidense de actos fúnebres, lo toma. Pero primero tiene que realizar unas prácticas durante tres meses en la agencia de Père-Lachaise para instruirse. Junto a Gervais, un experimentado, Gabriel conoce el ámbito de las funerarias y sus distintas actividades, va a cometer todo tipo de fallas.